# Cholibaschreeuwuil
De Cholibaschreeuwuil (Megascops choliba) is een vogel uit de familie Strigidae (uilen).

## Verspreiding en leefgebied
Deze soort komt voor van Costa Rica tot noordoostelijk Argentinië en telt negen ondersoorten:
- M. c. luctisonus: van Costa Rica tot noordwestelijk Colombia.
- M. c. margaritae: Isla Margarita (nabij noordelijk Venezuela).
- M. c. duidae: zuidelijk Venezuela.
- M. c. cruciger: van oostelijk Colombia en oostelijk Peru via Venezuela en de Guiana's tot noordoostelijk Brazilië.
- M. c. surutus: Bolivia.
- M. c. decussatus: centraal en oostelijk Brazilië.
- M. c. choliba: zuidelijk Brazilië en oostelijk Paraguay.
- M. c. wetmorei: westelijk Paraguay en noordelijk Argentinië.
- M. c. uruguaii: zuidoostelijk Brazilië, Uruguay en noordoostelijk Argentinië.

## Status
De grootte van de populatie is in 1996 geschat tussen de 0,5 en 5 miljoen volwassen vogels. Op de Rode lijst van de IUCN heeft deze soort de status niet bedreigd.